# 加溫 (愛荷華州)
加溫（英語：Garwin）是一個位於美國愛荷華州泰馬縣的城市。

## 地理
加溫的座標為42°05′41″N 92°40′36″W / 42.09472°N 92.67667°W，而該地的平均海拔高度為281米（即922英尺）。

## 人口
根據2010年美國人口普查的數據，加溫的面積為2.62平方千米，當中陸地面積為2.62平方千米，而水域面積為0.00平方千米。當地共有人口527人，而人口密度為每平方千米201人。